# Filighera
Filighera là một đô thị ở tỉnh Pavia trong vùng Lombardia của Ý, có cự ly khoảng 35 km về phía đông nam của Milan và khoảng 13 km về phía đông của Pavia. Tại thời điểm ngày 31 tháng 12 năm 2004, đô thị này có dân số 863 người và diện tích là 8,2 km².
Đô thị Filighera có các frazione (subdivision) Fanese.
Filighera giáp các đô thị sau: Albuzzano, Belgioioso, Copiano, Corteolona, Genzone, Vistarino.